# Clem Tholet
Clem Tholet (n. 1948, Salisbury, Zimbabwe – d. 6 octombrie 2004, Cape Town, Africa de Sud) a fost un cântăreț rhodesian cunoscut pentru melodiile sale patriotice. A ajuns la apogeu în anii 1970 în timpul Războiului civil din Rhodesia.

## Biografie
Clem Tholet s-a născut în Salisbury, Rhodesia de Sud în 1948. În perioada studenției în Durban, a început să scrie cântece precum Vagabond Gun, care a câștigat un premiu în cadrul Festivalului de muzică din Africa de Sud în 19646. Acesta s-a mutat în Rhodesia pentru a lucra în publicitate și a început să cânte în The Troubadour, primul local dedicat muzicii folk din Rhodesia. Acolo i-a cunoscut pe Sue Eccles și Andy Dillon, cei trei alcătuind formația ulterior The Kinfolk. La scurttimp după ce s-au mutat în Johannesburg, Eccles a părăsit grupul. În cele din urmă, Tholet și Dillon au înființat formația The Legend Trio alături de Yvonne Raff.
Tholet s-a căsătorit cu Jean Smith, fiica vitregă a prim-ministrului Rhodesiei⁠(d) Ian Smith, în 1967.
Pe parcursul carierei sale solo, a înregistrat câteva melodii cu cântărețul sud-african Art Heatlie pentru casa de discuri Trutone. Tholet a revenit în Rhodesia în 1971. A realizat câteva emisiuni de televiziune pentru televiziunea rhodesiană⁠(d) și a prezentat un program radio intitulat Folk on the Rocks. Popular în rândul publicului din țară, acesta a înregistrat primul său album - Songs of Love & War - la Shed Studios⁠(d) și a fost lansat în octombrie 1979. De asemenea, a scris coloana sonoră și melodiile din filmul What A Time.
A lansat al doilea său album - Two Sides to Every Story - prin intermediul aceleiași case de discuri, iar apoi a revenit în Africa de Sud. A continuat să lucreze în industria publicității în Cape Town. A murit pe 6 octombrie 2004 la vârsta de 56 de ani.
În încercarea de a-i ajuta pe foștii cetățeni ai Rhodesiei lăsați fără pensie de guvernul zimbabwian, organizația fără scop lucrativ Flame Lily Foundation a scos la vânzare ultimul album al cântărețului - Archives - în cadrul unei strângeri de fonduri.

## Discografie

### Albume
| Album                    | An   | Casă de discuri | Note                                                                     |
| ------------------------ | ---- | --------------- | ------------------------------------------------------------------------ |
| Songs of Love & War      | 1979 | Teal            | Premiat cu Discul de Aur                                                 |
| Two Sides to Every Story | 1978 | Teal            |                                                                          |
| Archives                 | 2004 | RND             | Vândut în cadrul unei strângeri de fonduri pentru pensionarii rhodesieni |

### Melodii
| Melodie              | An   | Casă de discuri | Note                                                       |
| -------------------- | ---- | --------------- | ---------------------------------------------------------- |
| Vagabond Gun         | 1966 | RCA Victor      | Premiat în cadrul Festivalului de muzică din Africa de Sud |
| The Cold Side        | 1968 | Renown          |                                                            |
| Mirror of My Mind    | 1968 | Renown          |                                                            |
| With Pen in Hand     | 1968 | Renown          |                                                            |
| True Love is a Tear  | 1968 | Renown          |                                                            |
| Vrystaat             | 1969 | Renown          |                                                            |
| Rhodesians Never Die | 1973 | Blackberry      |                                                            |
| Hey, Hey Jerome      | 1973 | Blackberry      |                                                            |
| Peace Dream          | 1977 | Teal            |                                                            |
| The Last Farewell    | 1978 | Teal            |                                                            |
| Song for Johnny      | 1978 | Teal            |                                                            |
| What a Time it Was   | 1978 | Teal            |                                                            |
| Zambesi, Zimbabwe    | 1980 | Stanyan         |                                                            |
| Sunny Days and Rain  | 1980 | Stanyan         |                                                            |
| Used Car Dealer      | 1980 | Stanyan         |                                                            |
| Somebody Else's Song | 1981 | Stanyan         |                                                            |